# Gbangbatoke
Gbangbatoke, selten auch Gbangbatok, ist ein Ort  im Distrikt Moyamba in der Southern Province im westafrikanischen Sierra Leone. Er ist Hauptsitz des Banta-Chiefdom.
Die Ortschaft ist vor allem als Geburtsort von Milton und Albert Margai, zwei der wichtigsten politischen Figuren in der Geschichte des Landes, bekannt.
In Gbangbatoke leben traditionell vor allem die Mende. Gbangbatoke verfügt mit dem Flugplatz Gbangbatoke über einen der wenigen Flugplätze im Land.